# فلسفة المنطق
بعد التطورات في المنطق الرسمي مع المنطق الرمزي في أواخر القرن التاسع عشر والمنطق الرياضي في القرن العشرين، تميل الموضوعات التي يعالجها المنطق تقليديًا والتي لا تكون جزءً من المنطق الرسمي إلى أن تُسمى إما فلسفة المنطق أو المنطق الفلسفي إذا لم يعد مجرد منطق.
بالمقارنة مع تاريخ المنطق، فإن الترسيم بين فلسفة المنطق والمنطق الفلسفي ليس دائمًا واضحًا تمامًا. الخصائص تشمل:
- فلسفة المنطق هي مجال الفلسفة المكرس لفحص نطاق وطبيعة المنطق.[1]
- فلسفة المنطق هي التحقيق والتحليل النقدي والبحث الفكري في القضايا الناشئة في المنطق. يعتبر المجال متميزًا عن المنطق الفلسفي.
- المنطق الفلسفي هو فرع الدراسة الذي يهتم بأسئلة حول المرجع، والإسناد، والهوية، والحقيقة، والتقدير، والوجود، والاستلزام، والطريقة، والضرورة.[2]
- المنطق الفلسفي هو تطبيق الأساليب المنطقية الشكلية على المشكلات الفلسفية.[3]